# Toutatis

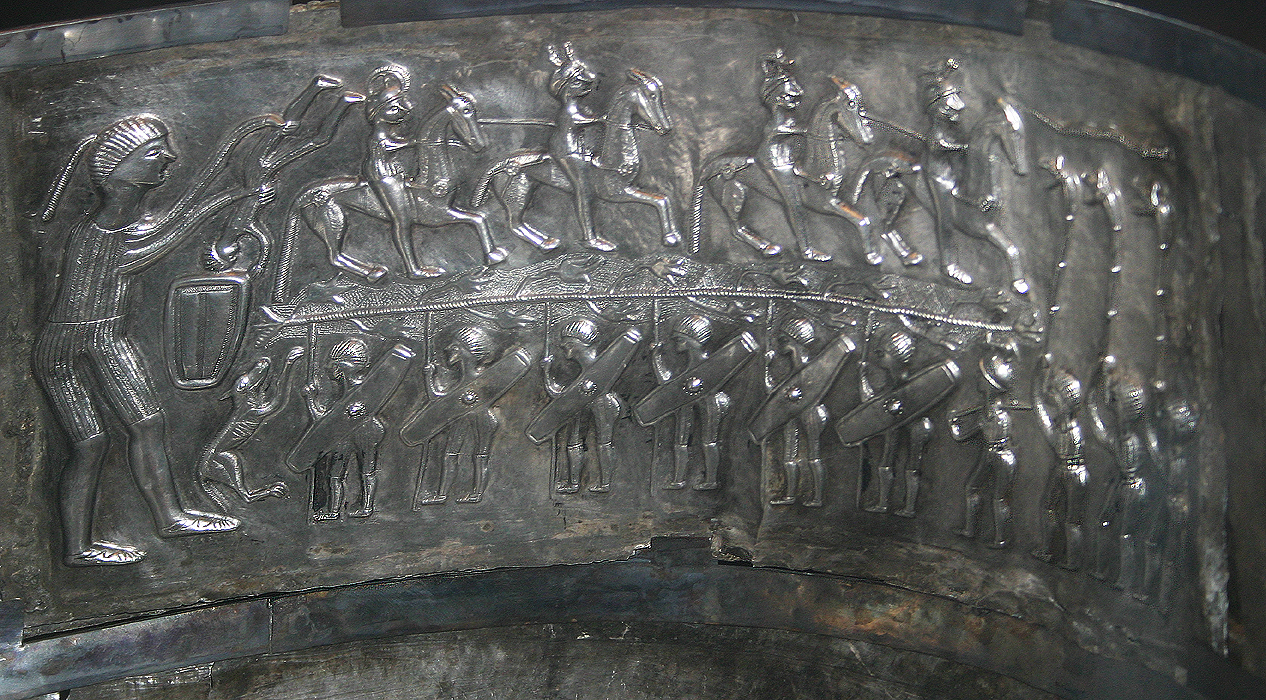
Detail z Gundestrupského kotlíku, postava vlevo házející člověka do sudu bývá identifikována jako Toutatis.

Toutatis či Teutates je keltský bůh který byl ctěn ve starověké Galii a Británii. Jeho funkce je nejasná, ale předpokládá se, že šlo o ochranné božstvo kmene. Nemusí se tak jednat o jméno konkrétního božstva, ale o pouhé určení „bůh našeho kmene“. Formy jména Toutatis i Teutates jsou rovnocenné, první z nich získala na popularitě díky frázi „U Toutatise!“ užívané v komiksech o Asterixovi. Francouzský keltolog Joseph Vendryes jméno Teutates ze slova teutā „kmen, lid“, analogického staroirskému tuath, ale také oskijskému touto a gótskému thiuda, všechna ve stejném významu.
Nejstarším pramenem o tomto božstvu je epos římského básníka Marca Lucana z 1. století Pharsalia, který zmiňuje trojici Teutates, Esus a Taranis, kterým jsou přinášeny lidské oběti. Pozdější komentátoři dále uvádějí že Toutatisovi jsou oběti jemu přinášené topeny v sudu a to nejčastěji prvního listopadu, což naznačuje souvislost s irským svátkem Samain. Postava házející oběti do sudu s vodou na Gundestrupském kotlíku z 4.–3. století př. n. l. je badateli vykládána právě jako Teutatis.
V rámci interpretatio romana byl Lucanovými komentátory Toutatis srovnáván s římským Martem či Merkurem. Mars však v pramenech z keltsko-římského prostředí nevystupuje v první řadě jako bůh války, ale především jako ochránce kmene a území, často také jako léčitel. Výslovné ztotožnění Toutatise a Marta se objevuje až v Bernských komentářích k Lucanovi z 9. století. Jméno Mars Toutatis se objevuje také na stříbrné plaketě nalezené v anglické vesnice Barkway. Nejasné je spojení s Merkurem, s takto označovaným božstvem byla v keltsko-římském prostředí spojována jak řemesla tak válka.
Podle Jaana Puhvela odpovídá trojice Esus, Taranis, Teutates římské triádě Jupiter, Mars, Quirinus a severské Ódin, Thór, Frey. Teutatise tak chápe jako v rámci trojfunkční hypotézy jako božstvo zemědělské stavu.